# 월터 커닝햄

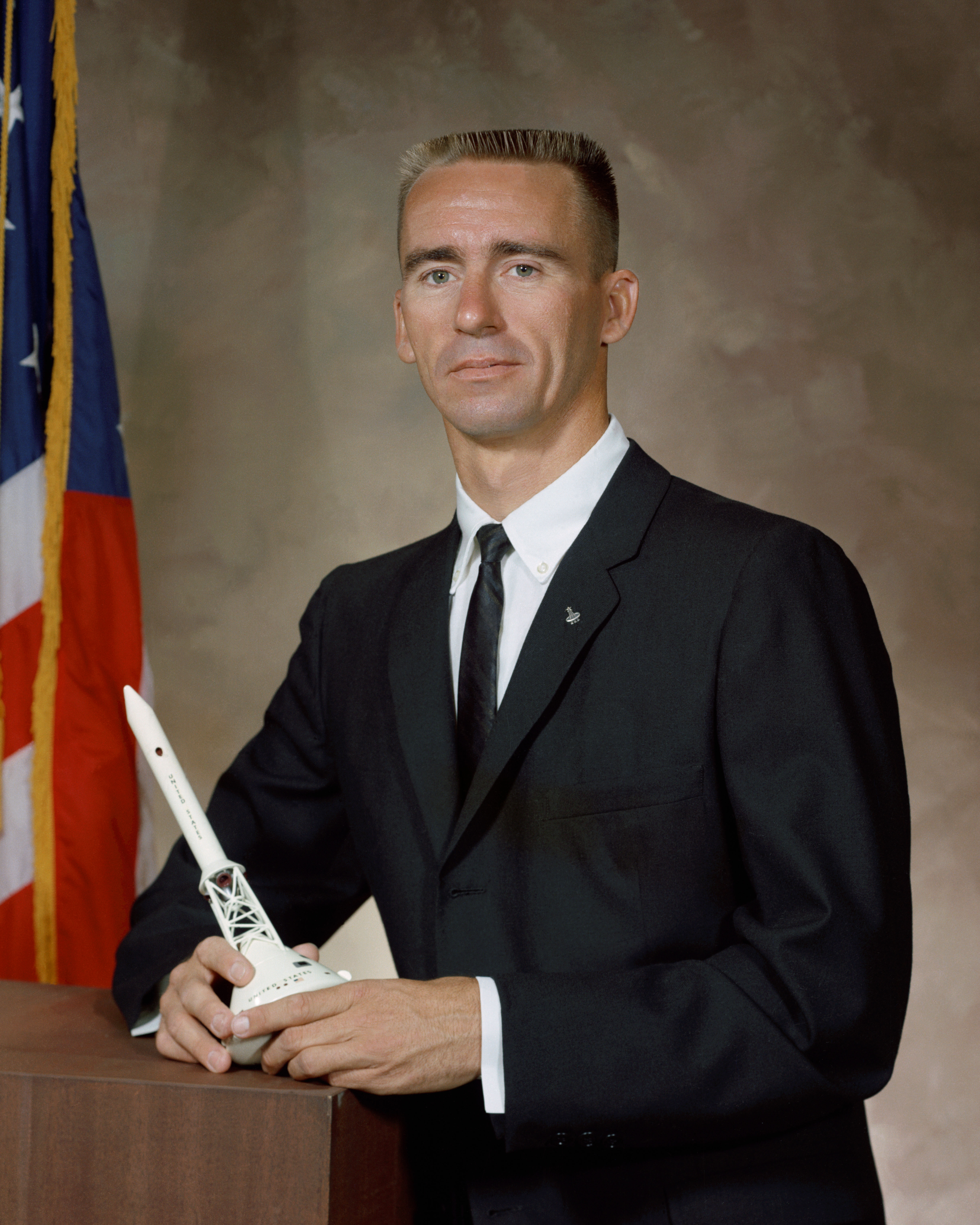
1964년 모습

월터 커닝햄(Walter Cunningham, 본명: 로니 월터 커닝햄, Ronnie Walter Cunningham, 1932년 3월 16일 ~ 2023년 1월 3일)은 미국의 우주비행사, 전투기 조종사, 물리학자, 기업가, 벤처 자본가이자 1977년 책 "The All-American Boys"의 저자였다. NASA의 세 번째 민간 우주 비행사(닐 암스트롱 및 엘리엇 시에 이어)인 그는 1968년 아폴로 7호 임무의 달 모듈 조종사였다.